# Henrietta Dugdale
Henrietta Augusta Dugdale, född Worrell den 14 maj 1826 i London, död den 17 juni 1918, var en australisk författare och suffragett. Hon var grundaren av den australiska suffragettrörelsen.

## Biografi
Henrietta Dugdale gifte sig vid 14 års ålder med en man vid namn Davies och emigrerade med honom till Melbourne i Australien. Efter den förste makens död 1859 gifte hon om sig med sjökaptenen William Dugdale och fick tre barn. Hon gifte sig en tredje gång med Fredrick Johnson 1903.
Henrietta Dugdale engagerade sig 1869 i rösträttsrörelsen och blev den första kvinna i Australien som offentligt höjde frågan om kvinnlig rösträtt då hon fick en insändare om ämnet publicerad i tidningen The Argus. Tillsammans med Annie Lowe grundade hon år 1884 suffragettrörelsen Victorian Women's Suffrage Society och blev dess ordförande. Henrietta Dugdale var också medlem i den radikala diskussionsklubben Eclectics och i Australian Secular Association, och kritiserade öppet både monarkin och kristendomen.
En gata i Canberra har fått sitt namn efter henne.